# Hlízenka sasanková
Hlízenka sasanková (Dumontinia tuberosa, též Sclerotinia tuberosa) je parazitická vřeckovýtrusná houba, parazitující na rostlině sasance hajní (Anemone nemorosa). Hlízenka sasanková není jedlá houba.

## Popis
Plodnice, vyrůstající na zemi, jsou drobné, kalíškovitého až ploše miskovitého tvaru, 1–3 cm široké, okrově až kaštanově hnědé barvy. Vyrůstají na 1–5 cm dlouhé tenké stopce, která pokračuje až několik centimetrů pod povrch půdy, kde přechází v tvrdé, tmavé sklerocium.

## Výskyt

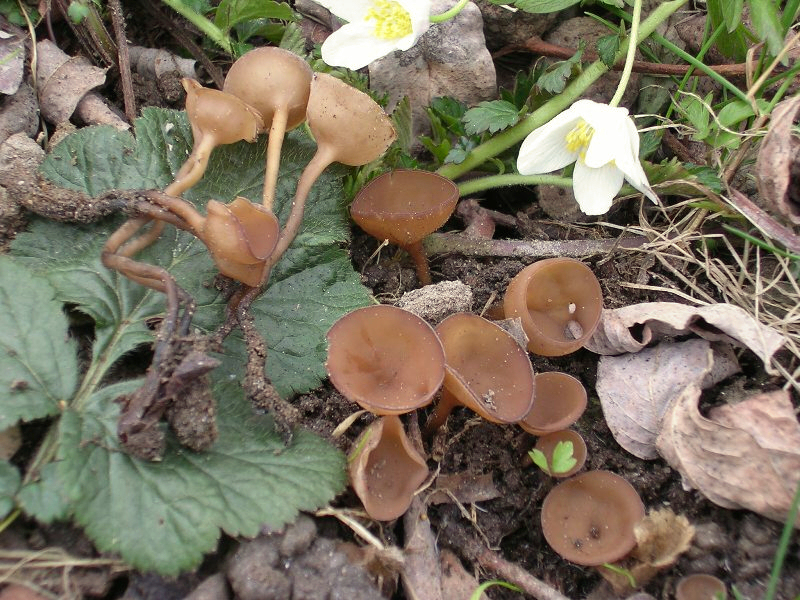
Hlízenka sasanková (Dumontinia tuberosa).

Hlízenka sasanková roste na jaře, od března do května, v porostech sasanky hajní (Anemone nemorosa), na jejíchž oddencích parasituje; plodnice vytváří zhruba v době jejího květu. Jde o poměrně hojnou houbu, vyskytující se obvykle ve velkých skupinách v lužních lesích a dalších listnatých hájích, v zahradách i jinde, kde roste sasanka hajní.